# Annecy-le-Vieux
Annecy-le-Vieux is een plaats en voormalige gemeente in het Franse departement Haute-Savoie in de regio Auvergne-Rhône-Alpes. De plaats maakt deel uit van het arrondissement Annecy en sinds 1 januari 2017 van de gelijknamige gemeente.

## Geschiedenis
De plaats ontstond in de late oudheid, toen inwoners van de vicus Boutae (Annecy) hier toevlucht zochten tegen de invallen van Germanen. Anniciaca, zoals de plaats genoemd werd, lag op een heuvel en was beter te verdedigen dat de stad in de vlakte. Anniciaca gaf haar naam vervolgens aan Annecy dat in de vroege middeleeuwen opnieuw in de vlakte werd gebouwd.

## Geografie
Annecy-le-Vieux ligt aan het Meer van Annecy. De oppervlakte van Annecy-le-Vieux bedraagt 17,0 km², de bevolkingsdichtheid is 1110,9 inwoners per km².
De onderstaande kaart toont de ligging van Annecy-le-Vieux met de belangrijkste infrastructuur en aangrenzende gemeenten.

## Demografie
Onderstaande figuur toont het verloop van het inwonertal (bron: INSEE-tellingen).